# Sura (bướm đêm)
Sura là một chi bướm đêm thuộc họ Sesiidae.

## Các loài
- Sura ellenbergeri (Le Cerf, 1917)
- Sura lampadura  Meyrick, 1935
- Sura melanochalcia (Le Cerf, 1917)
- Sura pyrocera  Hampson, 1919
- Sura ruficauda (Rothschild, 1911)
- Sura rufitibia  Hampson, 1919
- Sura xanthopyga (Hampson, 1919)
- Sura xylocopiformis  Walker, 1856
- Sura chalybea  Butler, 1876
- Sura cyanea  Hampson, 1919
- Sura ignicauda (Hampson, [1893])
- Sura phoenicia  Hampson, 1919
- Sura pryeri  Druce, 1882
- Sura uncariae  Schneider, 1940